# Ilisha megaloptera
Ilisha megaloptera es una especie de pez del género Ilisha, familia Pristigasteridae, orden Clupeiformes. Fue descrita científicamente por Swainson en 1838.
Es una especie inofensiva para el ser humano y comercializada en pesquerías. Su dieta se compone de peces, crustáceos, anfípodos, ocasionalmente poliquetos, urocordados y pequeñas cantidades de algas y diatomeas.

## Descripción
La longitud estándar es de 36,5 centímetros.

## Distribución y hábitat
Se distribuye por el Indo-Pacífico: océano Índico (Bombay hasta la bahía de Bengala y la costa de Andamán, Tailandia), mar de Java (frente a Java, Singapur). Habita en zonas costeras y ríos donde puede alcanzar los 50 metros de profundidad.